# 7487 Toshitanaka
7487 Toshitanaka este un asteroid din centura principală de asteroizi.

## Descriere
7487 Toshitanaka este un asteroid din centura principală de asteroizi. A fost descoperit pe 28 decembrie 1994 la Oizumi de Takao Kobayashi. El prezintă o orbită caracterizată de o semiaxă mare de 2,69 ua, o excentricitate de 0,17 și o înclinație de 13,5° în raport cu ecliptica.